# ليو كانر
ليو كانر (بالإنجليزية: Leo Kanner)‏ (و. 1894 – 1981 م) هو طبيب نفسي، وطبيب نفساني للأطفال، من الولايات المتحدة، ولد في غاليسيا، توفي في سكايسفيل، عن عمر يناهز 87 عاماً. عمل طبيبًا نفسيًّا في ألمانيا وجنوب داكوتا. في عام 1943، نشر كانر ورقته البحثية البارزة «اضطرابات التوحد في التواصل العاطفي»، مُشخصًا حالة 11 طفلًا كانوا أذكياء للغاية ولكنهم أبدوا «رغبة قوية في الوحدة» و «إصرارًا هوسيًا على التشابه المستمر». ووصف حالتهم «مرض التوحد الطفولي المبكر»، والذي يعرف الآن باسم اضطراب طيف التوحد. كان كانر مسؤولًا عن تطوير أول عيادة للأمراض النفسية للأطفال في الولايات المتحدة، وعمل لاحقًا رئيسًا للطب النفسي للأطفال في مستشفى جونز هوبكنز. وهو أحد مؤسسي رابطة الطفولة، وهي منظمة غير ربحية تخدم الأطفال والأسر والمنظمات التي تخدم الأطفال في كل من ماريلاند وواشنطن العاصمة، وهي مكرسة لـ «تطوير كيف تهتم أمريكا بأطفالها وشبابها». ويعتبر على نطاق واسع واحدًا من أكثر الأطباء النفسيين تأثيرًا في القرن العشرين.

## السيرة الذاتية

### النشأة
وُلِد ليو كانر في 13 يونيو 1894 في دور تشاسكيل ليب كانر في كلكوتيف، النمسا - المجر (الآن كلكوتيف، أوكرانيا) لأبراهام كانر وكلارا ريفيلد كانر. في هذه المنطقة، كان حوالي 70 ٪ من مجموع السكان من أصل يهودي. احتقر كانر لأسمائه المعطاة، «تشاسكل»، وهي من اللغة اليديشية وتعني «حزقيال» و «ليب»، بدلًا من ذلك اختار «ليو»، والذي يعرف به الآن. نشأ كانر في أسرة يهودية تقليدية، وتلقى تعليمًا دينيًا وعلمانيًا على حد سواء. قضى كانر السنوات الأولى من حياته في كلكوتيف مع عائلته وترعرع وفقا للتقاليد والعادات اليهودية.
في عام 1906، أُرسل كانر إلى برلين للعيش مع عمه. في وقت لاحق، اتبع بقية عائلته. في سن مبكرة، قدر كانر الفنون وأراد أن يتابع مسيرته المهنية كشاعر؛ ولسوء الحظ، لم يستطع نشر أعماله. في عام 1913، تخرج كانر من صوفيان جيمانيزيوم، وهي مدرسة ثانوية حكومية عامة في برلين، حيث تفوق في العلوم. ثم اجتاز امتحان الدولة الألماني في عام 1919 والتحق في كلية الطب بجامعة برلين. ومع ذلك، توقف التعليم الطبي لكانر خلال الحرب العالمية الأولى، عندما جُند للعمل في الجيش الهنغاري النمساوي في الخدمة الطبية لفوج المشاة العاشر. بعد الحرب، عاد كانير إلى كلية الطب في برلين وحصل رسميًا على شهادته الطبية في عام 1921. وفي وقت لاحق من ذلك العام، تزوج كانر من جون لوين، الذي كان معه في النهاية طفلان: أنيتا (من مواليد 1923) وألبرت (من مواليد في 1931).

### بداية الحياة المهنية
بعد تخرجه من كلية الطب، عمل كانر كطبيب قلب في مستشفى شاريتيه في برلين، بادئًا مسيرته كطبيب للقلب. في ذلك الوقت، ألهم الشعور العام في عيادات ومعاهد شاريتيه التقدم السريع في العلوم والتعليم ورعاية المرضى. استقطب فندق شاريتيه الواقع في وسط برلين الطلاب والأطباء والعلماء من جميع أنحاء العالم، وأصبح قبلة للشخصيات البارزة والأطباء المشهورين.
هاجر كانر إلى الولايات المتحدة في عام 1924 بسبب التضخم المفرط في فترة ما بعد الحرب والظروف الاقتصادية السيئة في فايمار ألمانيا. ولو أنه  بقي في النمسا ربما كان مصيره  مثل غيره من الأساتذة اليهود الذين فقدوا حياتهم خلال الحرب. قال: «لا أعرف، لو أني بقيت في ألمانيا كان هتلر ليفنيني  في الهولوكوست».
عندما هاجر إلى الولايات المتحدة في عام 1924، عمل في المستشفى الحكومي في يانكتون، داكوتا الجنوبية، حيث بدأ دراسات طب الأطفال والطب النفسي. وعُين كانر عند وصوله كطبيب مساعد في مستشفى ولاية يانكتون. تعلم التفاصيل الدقيقة لطب الأطفال والطب النفسي، وهما مجالان لم يكن لديه خبرة فيهما. ولتحسين لغته الإنجليزية، حلّ كانر الكلمات المتقاطعة في نيويورك تايمز. خلال فترة وجوده في ساوث داكوتا، نشر كانر أعماله الأولى، والتي كانت تتناول الشلل العام والزهري. كما درس آثار الأدرينالين على ضغط الدم للمرضى الذين يعانون من الشلل الوظيفي. بالإضافة إلى ذلك، نشر كتابه الأول، فلكلور الأسنان، وهو تحليل لممارسات طب الأسنان في جميع أنحاء العالم فيما يتعلق بالتقاليد والفولكلور، في عام 1928.

## روابط خارجية
- ليو كانر على موقع الموسوعة البريطانية (الإنجليزية)